# Megaloptera
Os Megalopteros (Megaloptera; megalo=grande; pteron=asa) são uma ordem de insetos pterigotos (apresentam asas) cujo número de espécies descritas atinge cerca de 348, sendo composta de 30 gêneros. No Brasil, há 19 espécies dessa ordem, encaixando-se dentro das famílias Corydalidae e Sialidae, que podem ser diferenciadas facilmente pelo tamanho do corpo que, composto por cabeça, tórax e abdômen, varia entre 25 e 90 mm para Corydalidae e entre 10 e 25 milímetros para Sialidae. Possuem grande tamanho corporal e de sua mandíbula, que pode atingir até três centímetros em alguns insetos, principalmente nos Corydalidae. O elevado comprimento da mandíbula é predominante nos machos das espécies, relacionando-se ao processo de cópula para a reprodução. Apresentam desenvolvimento holometábolo, passando pelos estágios de larva, pupa e adulto. As larvas são aquáticas e ativas, alimentando-se de pequenos invertebrados, enquanto os adultos possuem hábitos noturnos, crepusculares ou diurnos, sendo encontrados próximos às margens de cursos d’água ou em locais sombreados. São conhecidos popularmente como "Lacraias d'água" (devido as grandes larvas aquáticas, em especial da família Corydalidae) ou “Hellgrammite”, em inglês (etimologia incerta, uma hipótese proposta é Hell + Grim + Mite, possivelmente significando "Ácaro Ameaçador do Inferno"). Em outras regiões do país podem ser conhecidos como “Julião”, "Diabo-do-córrego"(Minas Gerais) e "Lacrau" (Rio de Janeiro).

## Taxonomia e filogenia

### Relação com outros insetos
Os Megaloptera pertencem à infraclasse Neoptera, podendo dobrar suas asas sobre o abdômen. São endopterigotos, também chamados holometábolos, isto é, são insetos que possuem os estágios de larva, pupa e adulto característicos, com habitat, ecologia e morfologia diferentes. Eles pertencem à superordem Neuropterida. Na nova filogenia, enquanto grupos como Raphidioptera (grupo não presente no Brasil) são indiscutivelmente monofiléticos, com todos os membros possuindo um ancestral comum, Megaloptera possui seu táxon construído para objetivos práticos e operacionais, sendo ainda comumente questionado quanto sua monofilia. A maior parte das espécies do grupo Neuropterida possuem larvas terrestres, com exceção dos Megaloptera e algumas espécies de Neuroptera.

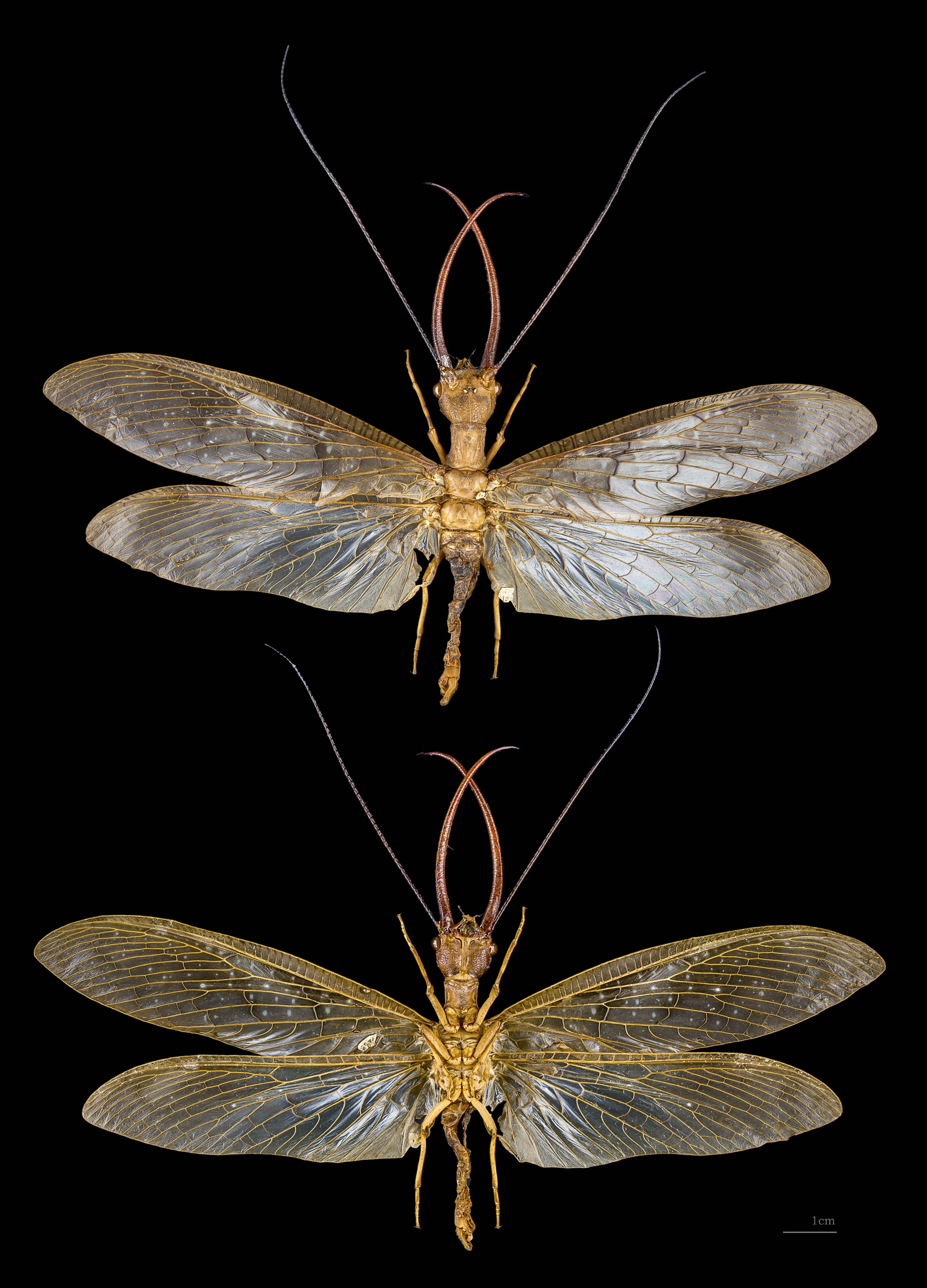
Exemplar macho de Corydalus cornutus. Vista dorsal e ventral

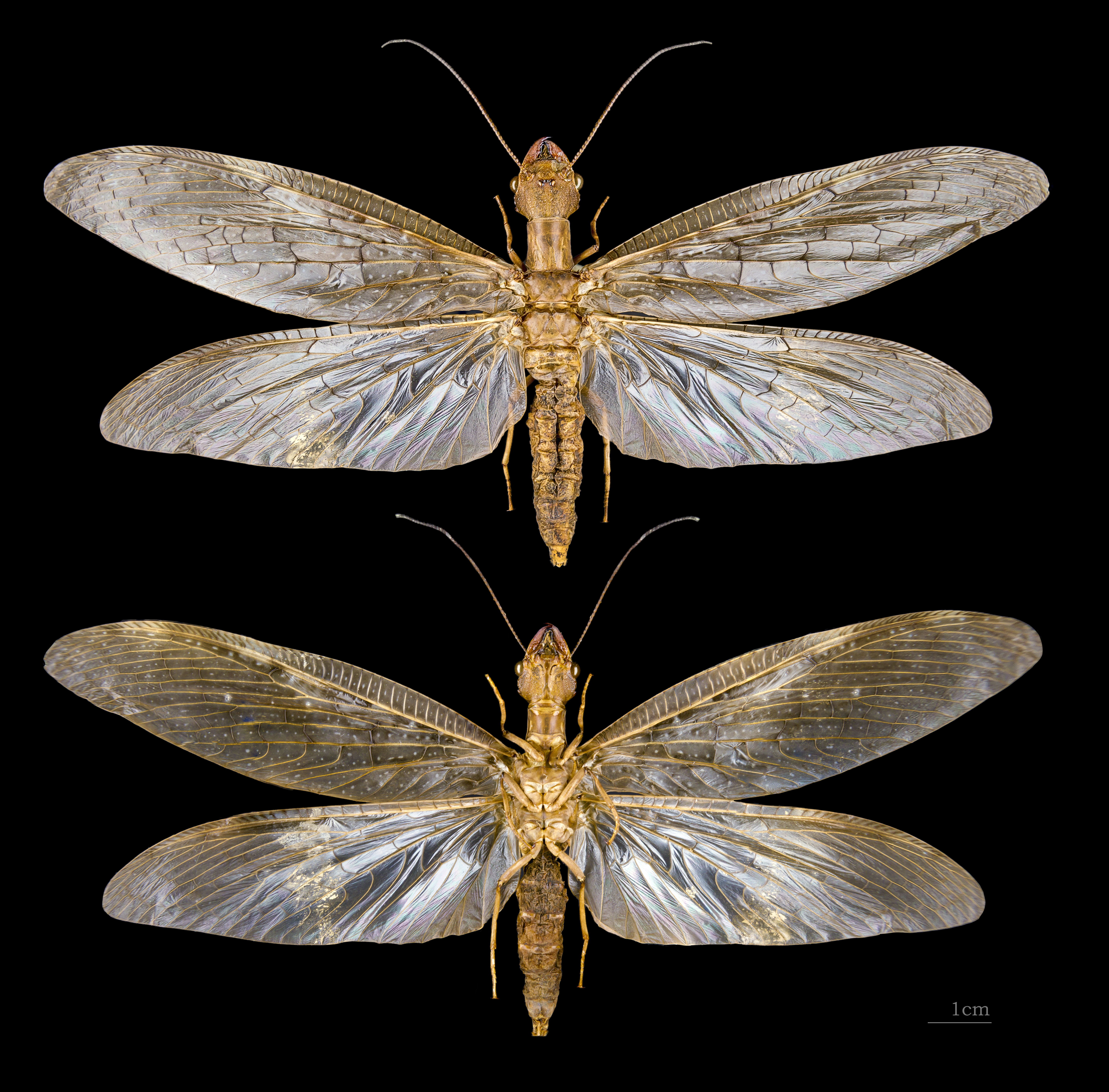
Exemplar fêmea de Corydalus cornutus. Vista dorsal e ventral

O cladograma a seguir indica a relação entre os endopterigotos:

|  | Megaloptera   |
|  |               |
|  | Raphidioptera |
|  |               |
|  | Neuroptera    |
|  |               |

|  | Coleoptera   |
|  |              |
|  | Strepsiptera |
|  |              |

|  | Megaloptera   |
|  |               |
|  | Raphidioptera |
|  |               |
|  | Neuroptera    |
|  |               |

|  | Coleoptera   |
|  |              |
|  | Strepsiptera |
|  |              |

|  | Diptera                                                    |
|  |                                                            |
|  | \| \| Mecoptera \| \| \| \| \| \| Siphonaptera \| \| \| \| |
|  |                                                            |
|  | Mecoptera                                                  |
|  |                                                            |
|  | Siphonaptera                                               |
|  |                                                            |

|  | Mecoptera    |
|  |              |
|  | Siphonaptera |
|  |              |

|  | Trichoptera |
|  |             |
|  | Lepidoptera |
|  |             |

|  | Diptera                                                    |
|  |                                                            |
|  | \| \| Mecoptera \| \| \| \| \| \| Siphonaptera \| \| \| \| |
|  |                                                            |
|  | Mecoptera                                                  |
|  |                                                            |
|  | Siphonaptera                                               |
|  |                                                            |

|  | Mecoptera    |
|  |              |
|  | Siphonaptera |
|  |              |

|  | Trichoptera |
|  |             |
|  | Lepidoptera |
|  |             |

|  | Diptera                                                    |
|  |                                                            |
|  | \| \| Mecoptera \| \| \| \| \| \| Siphonaptera \| \| \| \| |
|  |                                                            |
|  | Mecoptera                                                  |
|  |                                                            |
|  | Siphonaptera                                               |
|  |                                                            |

|  | Mecoptera    |
|  |              |
|  | Siphonaptera |
|  |              |

|  | Trichoptera |
|  |             |
|  | Lepidoptera |
|  |             |

|  | Diptera                                                    |
|  |                                                            |
|  | \| \| Mecoptera \| \| \| \| \| \| Siphonaptera \| \| \| \| |
|  |                                                            |
|  | Mecoptera                                                  |
|  |                                                            |
|  | Siphonaptera                                               |
|  |                                                            |

|  | Mecoptera    |
|  |              |
|  | Siphonaptera |
|  |              |

|  | Trichoptera |
|  |             |
|  | Lepidoptera |
|  |             |

|  | Megaloptera   |
|  |               |
|  | Raphidioptera |
|  |               |
|  | Neuroptera    |
|  |               |

|  | Coleoptera   |
|  |              |
|  | Strepsiptera |
|  |              |

|  | Megaloptera   |
|  |               |
|  | Raphidioptera |
|  |               |
|  | Neuroptera    |
|  |               |

|  | Coleoptera   |
|  |              |
|  | Strepsiptera |
|  |              |

|  | Diptera                                                    |
|  |                                                            |
|  | \| \| Mecoptera \| \| \| \| \| \| Siphonaptera \| \| \| \| |
|  |                                                            |
|  | Mecoptera                                                  |
|  |                                                            |
|  | Siphonaptera                                               |
|  |                                                            |

|  | Mecoptera    |
|  |              |
|  | Siphonaptera |
|  |              |

|  | Trichoptera |
|  |             |
|  | Lepidoptera |
|  |             |

|  | Diptera                                                    |
|  |                                                            |
|  | \| \| Mecoptera \| \| \| \| \| \| Siphonaptera \| \| \| \| |
|  |                                                            |
|  | Mecoptera                                                  |
|  |                                                            |
|  | Siphonaptera                                               |
|  |                                                            |

|  | Mecoptera    |
|  |              |
|  | Siphonaptera |
|  |              |

|  | Trichoptera |
|  |             |
|  | Lepidoptera |
|  |             |

|  | Diptera                                                    |
|  |                                                            |
|  | \| \| Mecoptera \| \| \| \| \| \| Siphonaptera \| \| \| \| |
|  |                                                            |
|  | Mecoptera                                                  |
|  |                                                            |
|  | Siphonaptera                                               |
|  |                                                            |

|  | Mecoptera    |
|  |              |
|  | Siphonaptera |
|  |              |

|  | Trichoptera |
|  |             |
|  | Lepidoptera |
|  |             |

|  | Diptera                                                    |
|  |                                                            |
|  | \| \| Mecoptera \| \| \| \| \| \| Siphonaptera \| \| \| \| |
|  |                                                            |
|  | Mecoptera                                                  |
|  |                                                            |
|  | Siphonaptera                                               |
|  |                                                            |

|  | Mecoptera    |
|  |              |
|  | Siphonaptera |
|  |              |

|  | Trichoptera |
|  |             |
|  | Lepidoptera |
|  |             |

### Relação entre famílias
Megaloptera originou-se no final do Paleozóico (cerca de 260 milhões de anos), no período Permiano. Atualmente, a ordem é composta por duas famílias: Corydalidae e Sialidae, 30 gêneros e pouco mais de 300 espécies descritas, das quais poucas localizam-se na Região Tropical, enquanto há maior distribuição para a Região Temperada.
A maioria dos gêneros de megalopteros são pequenos, contendo até dez espécies. Desse modo, os gêneros mais diversos são Archichauliodes (21 spp.), Neochauliodes (18 spp.), Protochauliodes (14 spp.), Chloronia (14 spp.), Corydalus (30 spp.) e Protohermes (42 spp.) para a família dos coridalídeos; e Sialis (60 spp.) para os sialídeos.
A família Corydalidae apresenta insetos de tamanho grande, com  larvas de 20 a 80 mm e adultos com envergadura de asa de 16 a 18 cm. Os adultos possuem três ocelos, olhos que não são capazes de formar imagens, percebendo apenas a intensidade luminosa, e mandíbulas grandes em forma de foice. As larvas apresentam oito pares de filamentos abdominais laterais e um par de falsas pernas terminais com ganchos. Esta família abriga duas subfamílias (Chauliodinae e Corydalinae), 24 gêneros e aproximadamente 120 espécies que se distribuem nas zonas Oriental, Neoártica e Neotropical.
Os adultos da subfamília Corydalinae apresentam mandíbulas muito grandes em relação a cabeça, com formato de foice. Patas com duas unhas e, às vezes, modificação no último par de estigmas abdominais, e suas larvas apresentam tufos branquiais ventrais. Já Chauliodinae apresenta mandíbulas menos desenvolvidas, fusão de algumas estruturas na cabeça e redução dos apêndices genitais, além da ausência dos tufos brânquiais nas larvas.
A família Sialidae apresenta insetos de tamanho mediano, com larvas de  0,8 a 12 mm e adultos com cerca de 12 mm de asa e sem ocelos. As larvas apresentam sete pares de filamentos abdominais laterais e um longo filamento terminal. Esta família abriga seis gêneros, distribuídos pelas zonas Paleoártica, Neotropical e Neoártica.

## Morfologia e anatomia

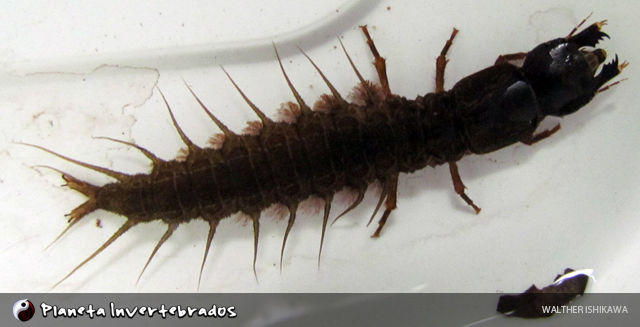
Larva de Corydalidae "Hellgrammite"

### Larva
As larvas dos megalópteros são alongadas e achatadas dorso-ventralmente. Possuem cabeça prognata (cujas peças bucais são voltadas frente, formando com a cabeça um ângulo de 180º ), levemente quadrangular, com peças bucais (como mandíbula e maxila) bem desenvolvidas e voltadas para frente. Apresentam antenas com quatro a cinco segmentos (antenomeros) de tamanho semelhante ao da maxila. A cabeça e o tórax são esclerotizados. As pernas possuem tarso longo, não segmentado, terminando em dois ganchos. Em Sialidae, há sete pares de filamentos laterais longos e um filamento longo na região terminal do abdome. Nos Corydalidae, são oito pares de filamentos laterais longos e um par de falsas pernas anais, cada qual com dois ganchos na região terminal do abdome.

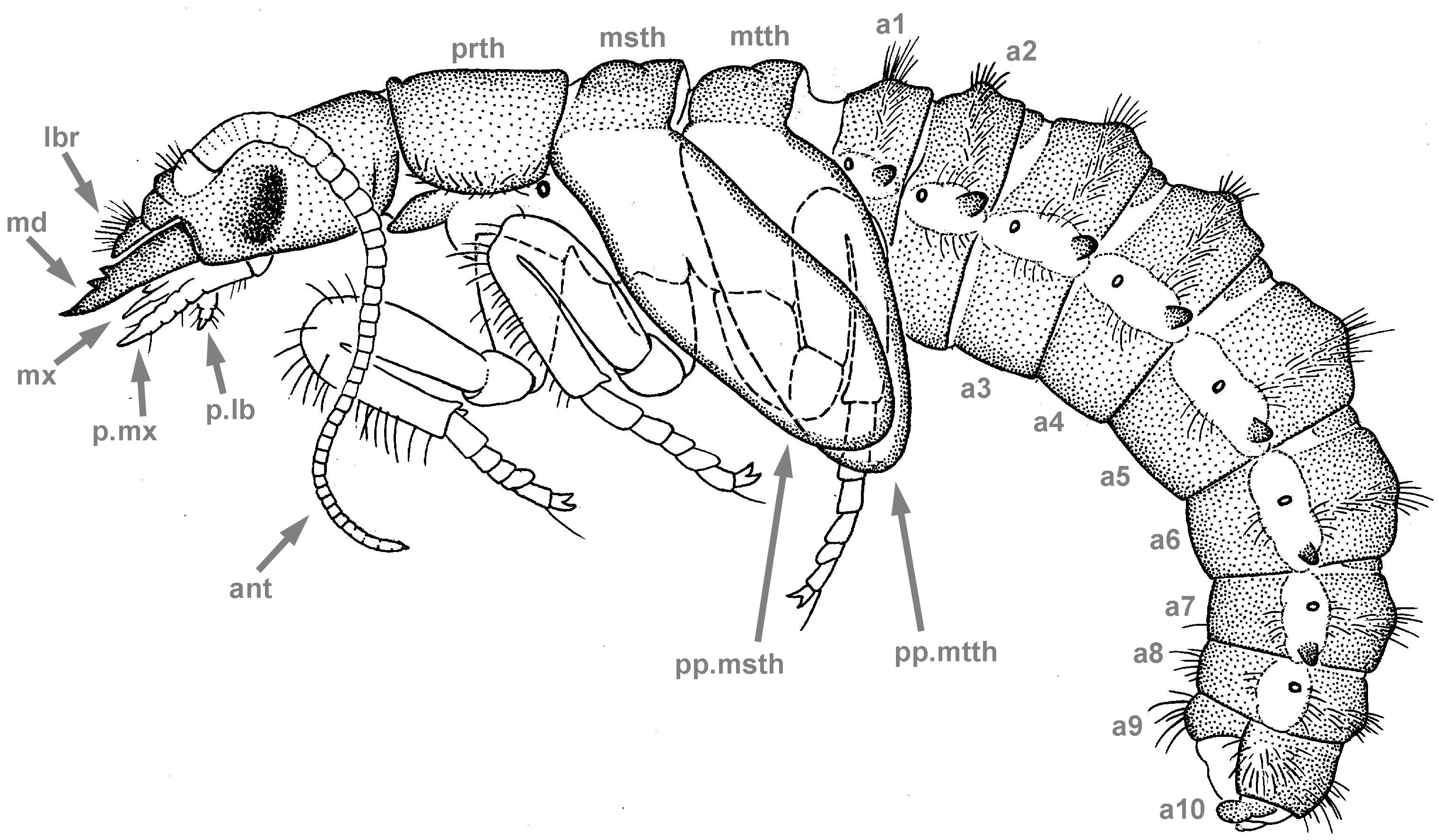
Pupa de Sialis lutaria

### Pupa
As pupas desse grupo são ativas e móveis, ou seja, suas pernas são livres e podem movimentar-se e utilizar suas mandíbulas para defesa. A cabeça é similar à da larva em forma e proporção, no entanto as antenas e olhos compostos já estão desenvolvidos.

### Adulto

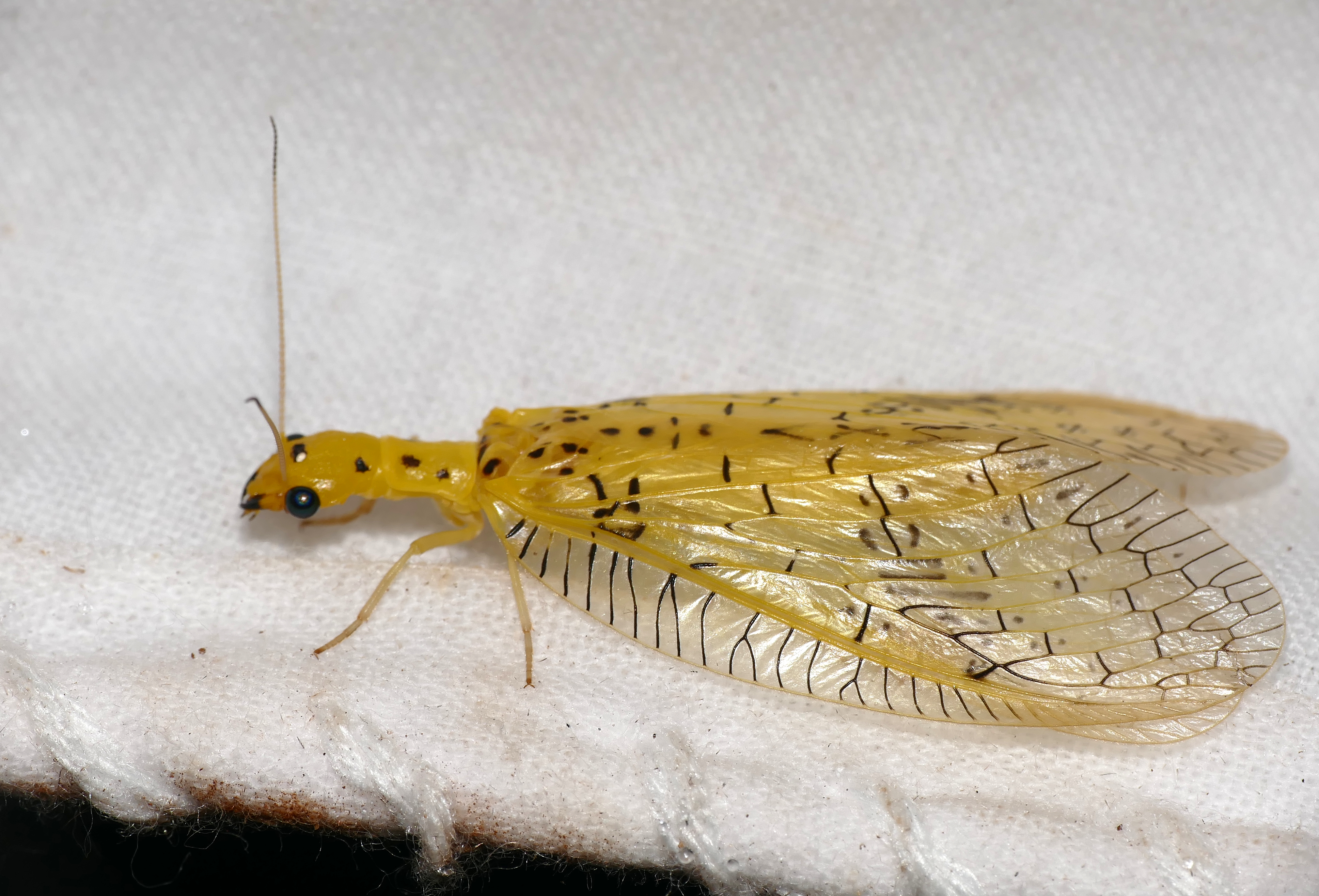
Exemplar de Chloronia hieroglyphica

Em adultos, o primeiro tagma, a cabeça, contém os olhos, antenas e peças bucais (lábio, labro, mandíbula e maxila). O segundo tagma é o tórax, que abrange três segmentos cada qual com um par de patas e um quarto segmento com um par de asas. O terceiro e último tagma é o abdome que consiste de dez segmentos, o último com um par de cercos simples. Em geral, possuem coloração parda, com exceção do gênero ''Chloronia'', que apresenta coloração amarela.

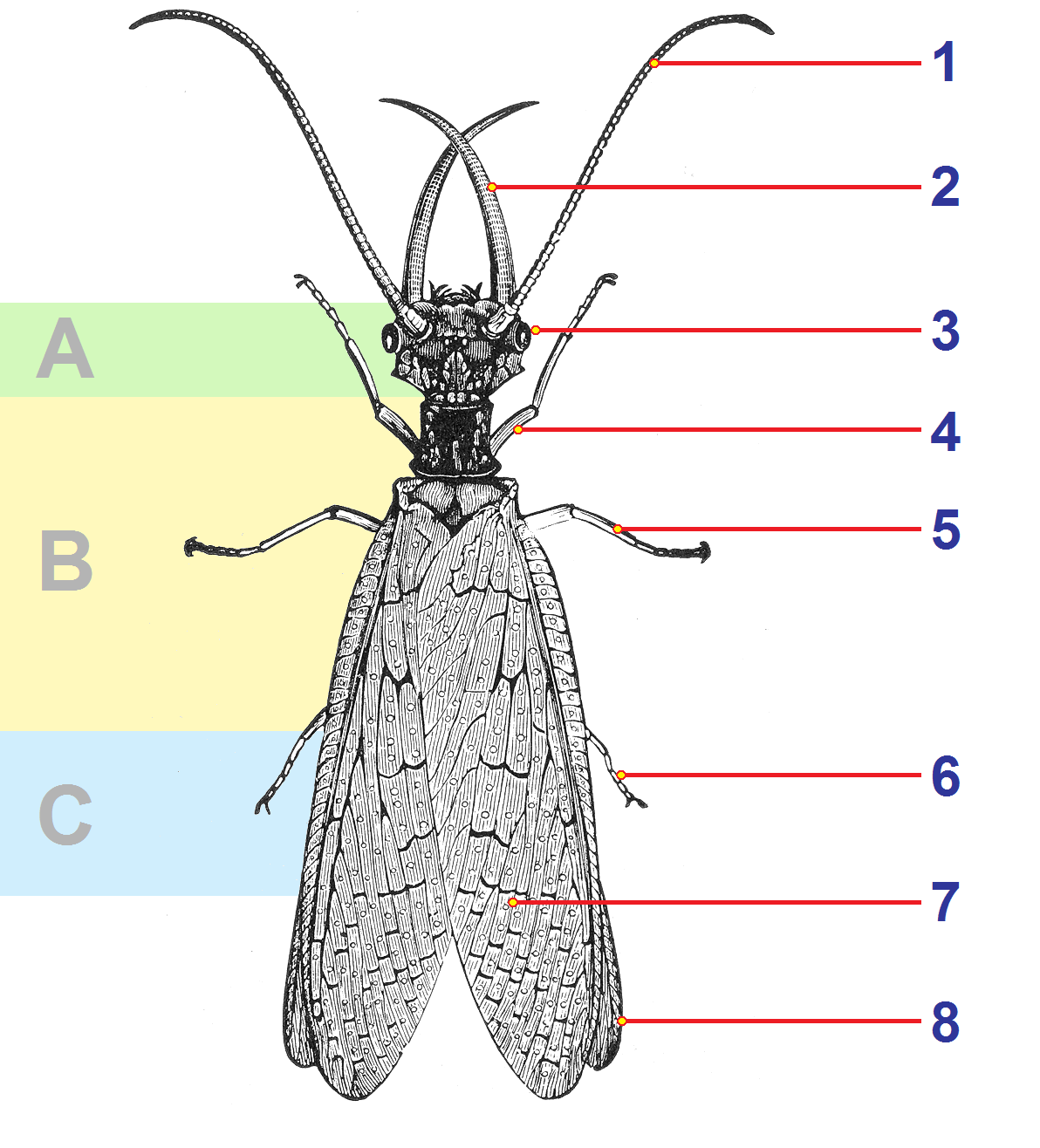
Ilustração de Corydalus cornutus. 1-antenas; 2-mandibula; 3-olhos; 4,5,6-patas; 7,8-asas; A-cabeça; B-tórax; C-abdome

Os Megaloptera possuem cabeça prognata, quadrangular e levemente achatada, com um par de olhos compostos posicionados lateralmente e ocelos em Corydalidae. As antenas são longas, com padrões que variam entre moniliforme, cujos segmentos são arredondados; filiforme, com todos os antenômeros (segmentos da antena) semelhantes em tamanho e alongados; seriada, em que os antenômeros têm expansões laterais pontiagudas, semelhantes aos dentes de uma serra; ou pectinada, cujos antenômeros possuem expansões laterais longas e finas, semelhantes a um pente. Apresentam mandíbulas muito desenvolvidas, que também indicam dimorfismo sexual em algumas espécies nas quais os machos tem mandíbulas longas e mais esclerosadas que as fêmeas. No entanto, esses machos não possuem força nessas mandíbulas, utilizando-as apenas para o acasalamento, ao contrário das fêmeas que possuem mordidas muito potentes. O palpo maxilar possui de quatro a cinco artículos, e o palpo labial, de três a quatro. A placa gular encontra-se exposta.
O tórax tem três regiões bem desenvolvidas; o protórax, que está mais próximo da cabeça, é pouco alongado e quadrangular; o mesotórax (segundo anel do tórax dos insetos, entre o protórax e o metatórax) que é grande e visivelmente segmentado; e o metatórax que é semelhante ao mesotórax porém menor. É no tórax que se localizam os apêndices e as asas. São três pares de patas ambulatórias, adaptadas para locomoção e semelhantes entre si. Há um par de patas em cada uma das três regiões, enquanto os pares de asas encontram-se nas duas regiões mais posteriores. As quatro asas são membranosas, semelhantes em textura e espessura. O par posterior é mais largo na base do que o anterior e possui a área anal bem desenvolvida. Quando em repouso, a base das asas posteriores dobra-se em leque.
O abdome é macio e flexível, mais ou menos alongado e cilíndrico. Possui dez segmentos, sendo que do 1 ao 8 apresentam espiráculos (aberturas traqueais). As fêmeas possuem um par de gonapófises, valvas que formam um ovipositor (órgão utilizado para depositar ovos) distinto, e seus gonopódios não são salientes.

## Ciclo de vida e desenvolvimento

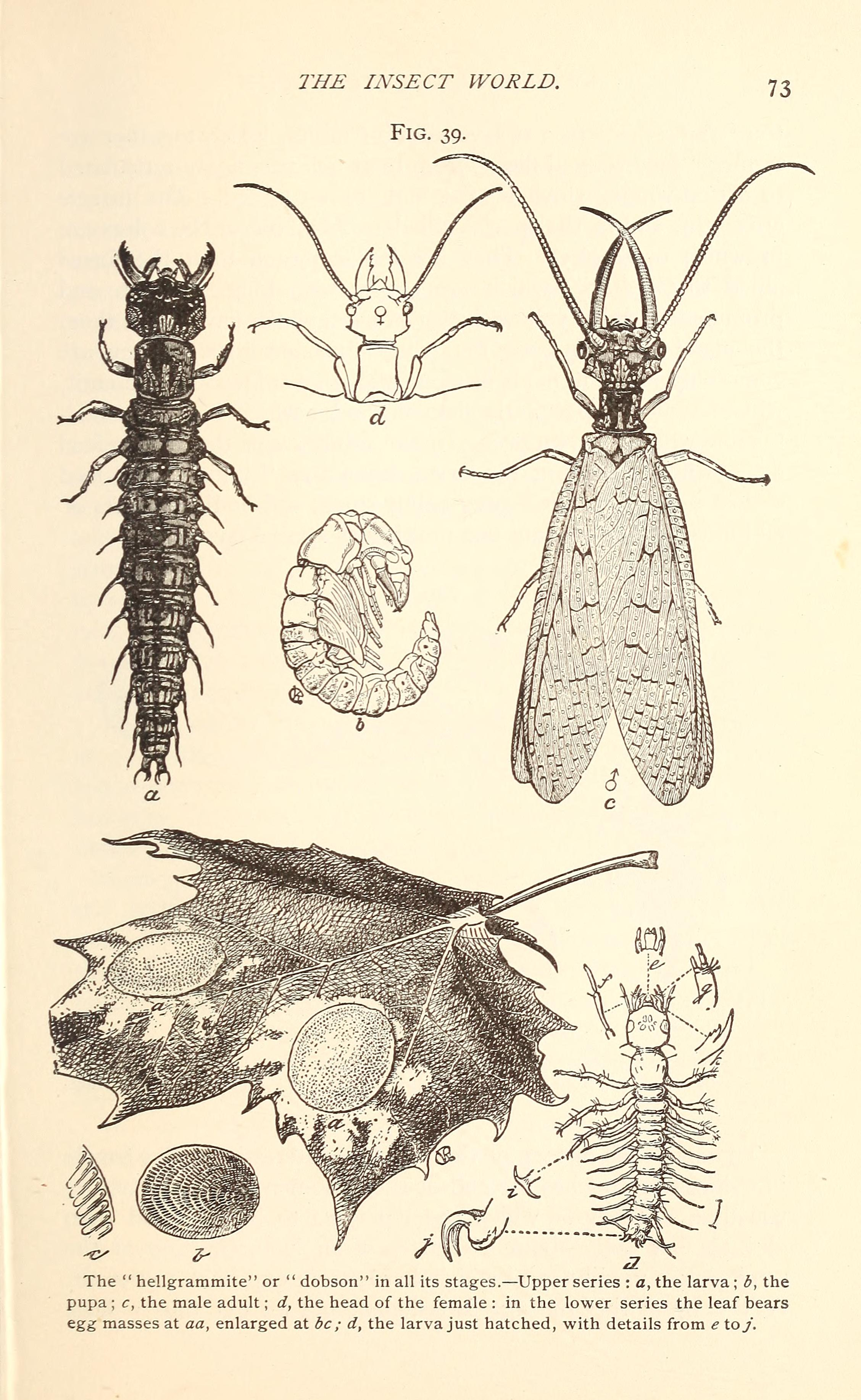
Ilustração de um coridalídeo. a-larva; b-pupa; c-macho adulto; d-fêmea adulta. Abaixo-folha com massa de ovos

### Cópula
Os casais são atraídos durante a corte com vibrações abdominais (estridulação) produzidos tanto por machos quanto por fêmeas para reconhecimento da espécie. Os machos também fazem uso de feromônios (atrativos odoríferos) produzidos em glândulas eversíveis próximas a genitálias para atrair as fêmeas. O comportamento pré-cópula varia dependendo do grupo. Entre machos do gênero Corydalus pode ocorrer confrontos, já entre os Platyneuromus ocorre apenas exibição das mandíbulas. Também são realizados rituais de dança e toque entre as antenas do casal (Corydalus). Em Platyneuromus soror, os machos perseguem as fêmeas, balançando as asas e levantando o abdome. Ocasionalmente, a cópula pode ser forçada com o macho utilizando suas mandíbulas super desenvolvidas para segurar a fêmea. A cópula sempre ocorre perto de cursos de água para facilitar a oviposição. A transmissão do espermatozoide ocorre de forma indireta, isto é, através de um espermatóforo gelatinoso.

### Oviposição

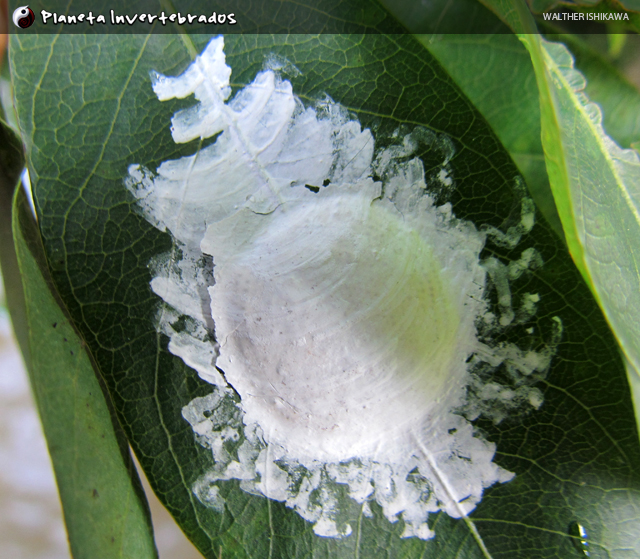
Massa de ovos de megalóptero

As fêmeas adultas de Megaloptera põem seus ovos em pedras, troncos caídos, folhas entre outros substratos próximos a fontes de água. Os ovos são postos em grande número (até vários milhares de ovos) e recobertos por uma substancia branca. Em coridalídeos, podem haver de uma a cinco camadas de ovos, enquanto em sialídeos há apenas uma. O ovo é sub-cilíndrico, com micrópole e córion em diferentes tonalidades entre pardo e preto, e seu desenvolvimento embrionário ocorre em cerca de 13 dias.

### Desenvolvimento
Ao eclodirem, as larvas caem na água ou rastejam em busca de substrato para se abrigar. Possuem brânquias abdominais laterais e seu desenvolvimento leva de dois a cinco anos, dependendo da espécie, e da localização - em maiores altitudes o desenvolvimento pode levar mais tempo.
Em seu último estágio, as larvas de Megaloptera saem da água para empupar e constroem câmaras pupais a partir de sedimentos do ambiente, geralmente sob troncos caídos, pedras, bancos de areia ou cascalho próximos a fonte de água. Essas câmaras costumam ter 1 cm de profundidade. O período pré-pupal leva aproximadamente sete dias. Já o desenvolvimento da pupa propriamente dita leva em torno de três semanas para coridalídeos e de 5 a 8 dias para sialídeos. Após esse período, as pupas móveis sobem a vegetação emergente para sua transição a fase adulta. O surgimento dos adultos normalmente é sincronizado.
Os adultos são terrestres, podendo ter hábitos diurnos, crepusculares ou noturnos. De modo geral, são encontrados próximos às margens de cursos d’água ou em locais sombreados. Eles têm um período de vida curto, variando de três a treze dias. Geralmente não se alimentam, mas foi verificado que podem consumir água e fluidos açucarados em laboratório. Possuem vôo relativamente lento, mas são bons corredores e assim conseguem percorrer distâncias grandes.

## Ecologia

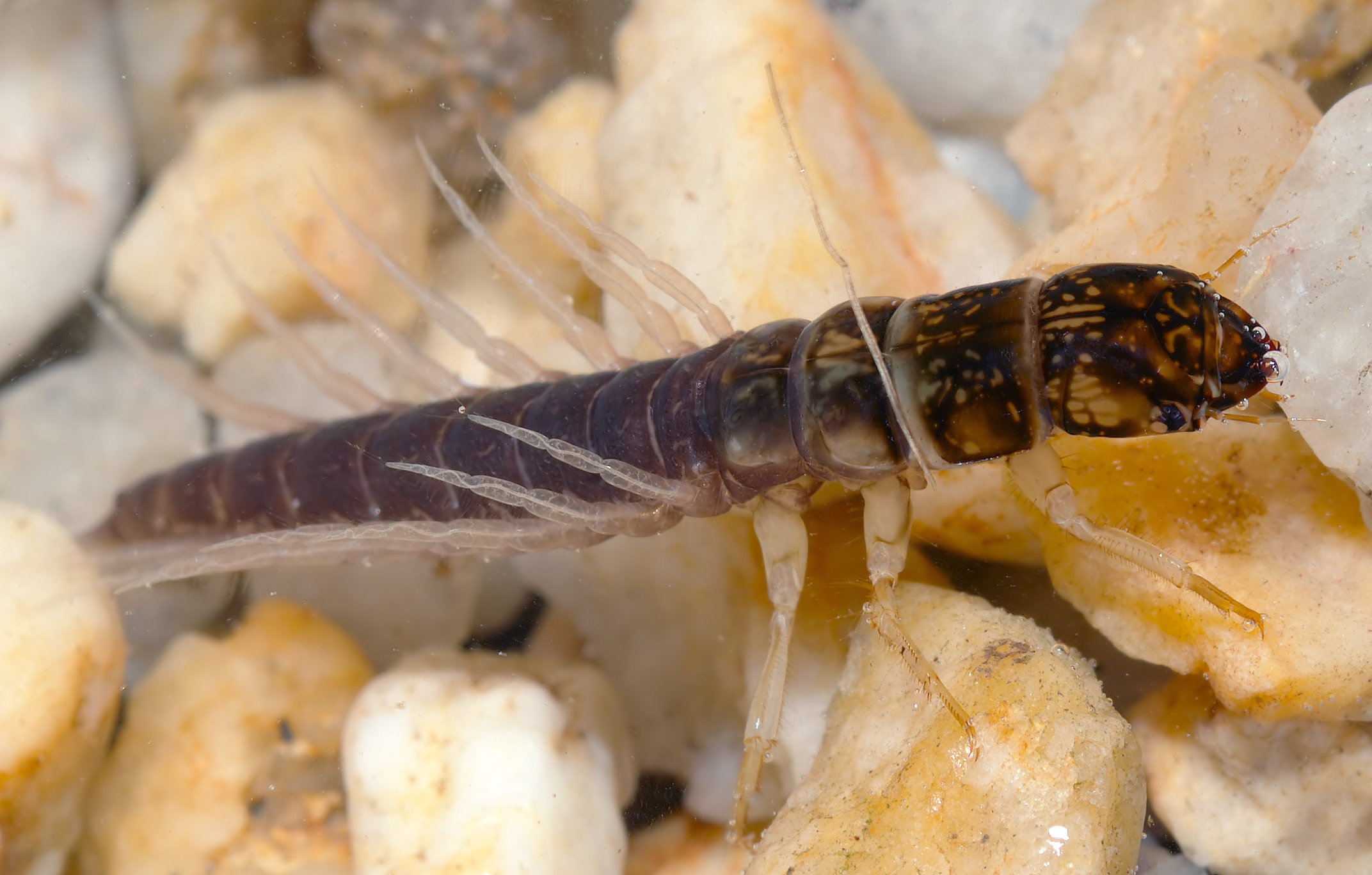
Larva de Sialis lutaria

As larvas de Megaloptera são aquáticas, e podem ser encontradas tanto em ecossistemas lênticos, de água parada ou pouco movimentada como lagos e rios de baixa velocidade, quanto em ecossistemas lóticos, com grande movimentação de água como rios de alta velocidade. Estas geralmente vivem associadas a diversos substratos como troncos, folhas, pedras, musgos e raízes submersas. Elas possuem hábito diurno e crepuscular até as primeiras horas da noite. Alimentam-se de outros imaturos de insetos aquáticos e pequenos invertebrados, como moluscos, anelídeos e crustáceos. Também foi constatado que estas larvas praticam canibalismo e necrofagia, alimentando-se de restos orgânicos (plantas ou animais mortos). Ocasionalmente, estas larvas são predadas por peixes maiores, por esse motivo é um inseto bastante conhecido por pescadores para ser usado como isca.
Elas são, portanto, consideradas predadores de topo de cadeia trófica em ambientes aquáticos. Isto pode influenciar a produtividade e ciclagem de nutrientes, tendo efeito sobre toda a comunidade. Estes insetos também são considerados bioindicadores, uma vez que seu desenvolvimento depende de um ambiente de águas limpas, ou com pouca contaminação, e bem oxigenado. Dessa forma, esses insetos assumem um papel importante no monitoramento desses ecossistemas e ainda na indicação do grau de trofia (grau de relações na cadeia alimentar) do sistema ecológico em que estão presentes.
Os adultos são terrestres. Diferentemente das larvas, não são predadores e também não se alimentam já que tem o intestino atrofiado. Podem ser predados por pássaros, sapos e morcegos, ou até mesmo peixes se voarem muito próximos a água.

## Importância econômica e ambiental
Uma vez que as larvas de megalópteros tem seu desenvolvimento dependente de um ambiente aquático com pouca contaminação e bem oxigenado, assim como outros macroinvertebrados aquáticos e semiaquáticos, elas podem ser usadas para monitoramento biológico, representando elementos importantes na análise da estrutura e funcionamento de ecossistemas aquáticos. Para estudos da qualidade de bacias, é possível ser usado, por exemplo, na comparação do número de indivíduos e frequência de táxons de invertebrados coletados ao longo do curso dos rios para realizar a gestão de recursos hídricos, uma vez que tais fatores serão alterados pela influência do pH, menor ocorrência de sólidos dissolvidos, menor condutividade e pela temperatura do ar e temperatura da água. Desse modo, como suas larvas também servem de alimento para grandes peixes, podem ser usadas como iscas de pesca por pescadores. Nos últimos anos vem sendo utilizada como base para a construção de modelos para a pesca esportiva nos Estados Unidos.

## Lista de gêneros de Megaloptera[28]

### Família Corydalidae

#### Subfamília Chauliodinae (fishflies)
1. Anachauliodes Kimmins (1 sp.).
Distribuição: Vietnã.
2. Archichauliodes Weele (21 spp.).
Austrália, Nova Zelândia, Chile.
3. Chauliodes Latreille (2 spp.).
Leste e Centro da América do Norte (incluindo o sul do Canadá).
4. Ctenochauliodes Weele (6 spp.).
China, Indochina.
5. Dysmicohermes Munroe (2 spp., one more undescribed).
Oeste dos Estados Unidos e Canadá, leste do Texas.
6. Madachauliodes Paulian (1 sp.).
Madagascar.
7. Neochauliodes Weele (ca. 18 spp., 7 subspecies).
Índia e Sikkim até Coreia, China, Borneo, Java.
8. Neohermes Banks (5 spp.).
Estados Unidos e Canadá.
9. Nigronia Banks (2 spp.).
Leste e centro dos Estados Unidos, sudeste do Canadá.
10. Nothochauliodes Flint (1 sp.).
Chile.
11. Orohermes Evans (1 sp.).
Oeste dos Estados Unidos.
12. Parachauliodes Weele (ca. 6 spp.).
Vietnã até China, Coreia até Japão.
13. Platychauliodes Esben-Petersen (ca. 6 spp.).
África do Sul.
14. Protochauliodes Weele (14 spp., 3 subspecies).
Oeste da América do Norte, Chile, Austrália.
15. Taeniochauliodes Esben-Petersen (1 sp.).
África do Sul.

#### Subfamília Corydalinae (dobsonflies)
16. Acanthacorydalis Weele (ca. 7 spp.).
Região Oriental.
17. Chloronia Banks (14 spp.).
Região Neotropical (Noroeste e nordeste do México até sudeste do Brasil).
18. Chloroniella Esben-Petersen (1 sp.).
África do Sul.
19. Corydalus Latreille (30 spp., few more undescribed).
Novo Mundo (sul do Canadá até norte da Argentina e sudeste do Brasil).
20. Neoneuromus Weele (ca. 8 spp.).
Nordeste da Índia até Península da Malásia e China.
21. Neurhermes Navás (ca. 8 spp.).
Nordeste da Índia até Indonésia, China.
22. Neuromus Rambur (ca. 4 spp.).
Nordeste da Índia até Indonésia.
23. Platyneuromus Weele (3 spp.).
Oeste e nordeste do México até Panamá.
24. Protohermes Weele (ca. 42 spp.).
Nordeste da Índia até Indonésia e China, Japão.

### Família Sialidae (alderflies)
25. Austrosialis Tillyard (2 spp.).
Austrália.
26. Indosialis Lestage (1 sp.).
Singapura.
27. Leptosialis Esben-Petersen (1 sp.).
África do Sul.
28. Nipponosialis Kuwayama (2 spp., 2 subspecies).
Extremo Leste da Rússia, Japão, Taiwan.
29. Sialis Latreille (ca. 60 spp., including Protosialis Weele).
Holárctico e Neotropical.
30. Stenosialis Tillyard (2 spp.).
Austrália.